# Nông nghiệp ở Nga

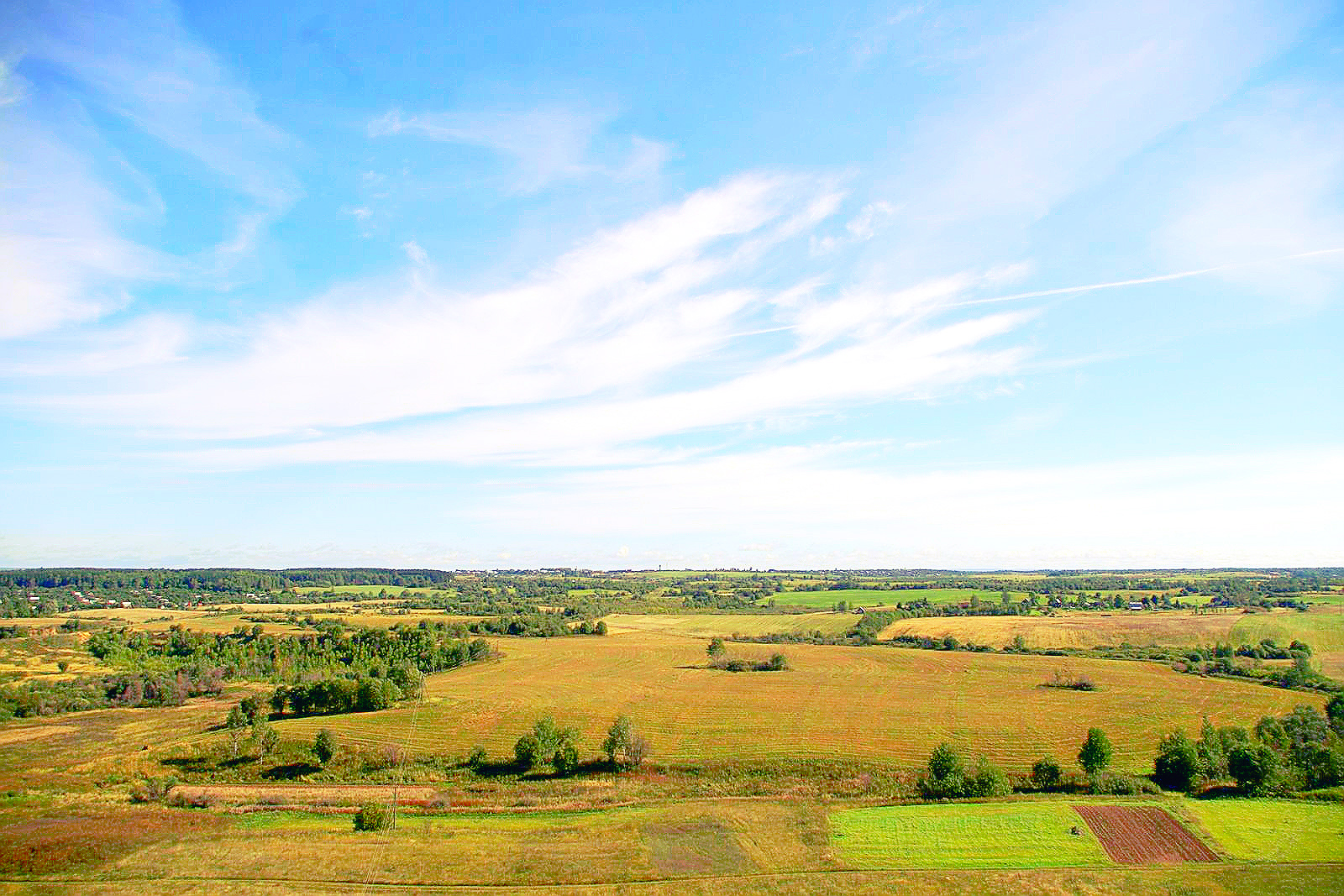
Đất canh tác phì nhiêu ở Nga, trong số chúng có loại đất đen màu mỡ Chernozem

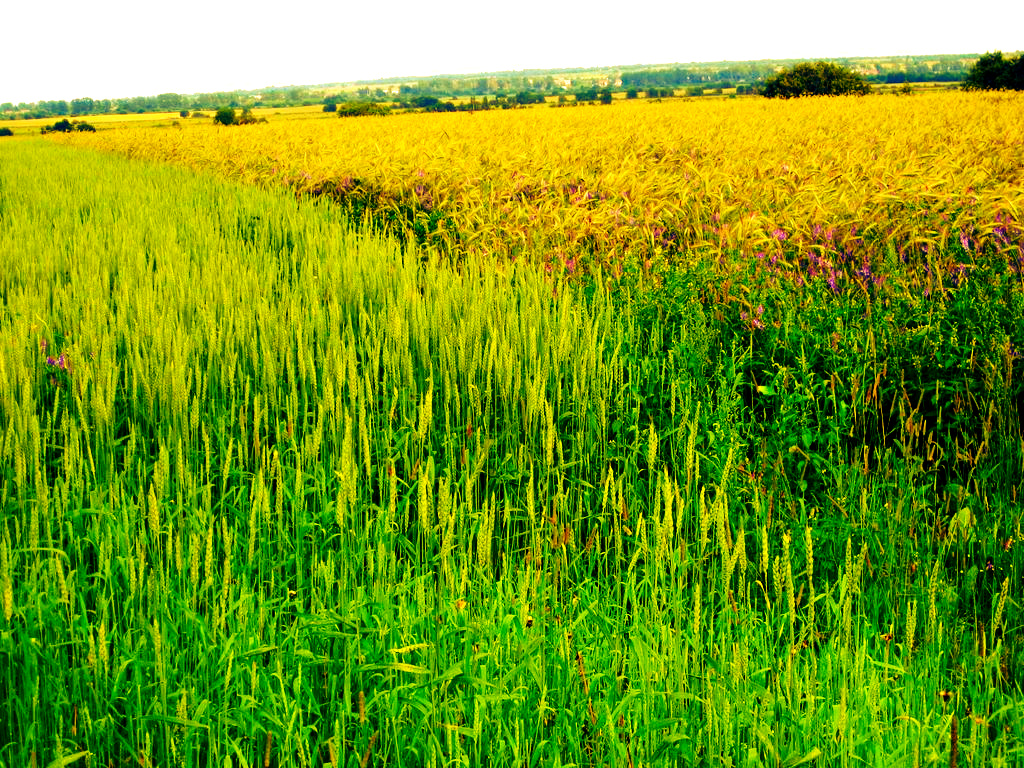
Cánh đồng lúa mì đương chín vàng đang chờ thu hoạch ở Nga

Nông nghiệp ở Nga là một phần quan trọng của nền kinh tế Liên bang Nga. Ngành nông nghiệp của Nga đã trải qua sự suy giảm nghiêm trọng trong quá trình chuyển đổi kinh tế vào đầu những năm 1990 khi ngành nông nghiệp phải vật lộn để chuyển đổi từ nền kinh tế chỉ huy sang hệ thống kinh tế định hướng thị trường. Sau gần 10 năm suy thoái, nông nghiệp Nga đã từng bước cải thiện liên tục. Sự mất giá của đồng rúp năm 2014 và việc áp đặt các biện pháp trừng phạt đã thúc đẩy sản xuất nội địa, vào năm 2016, Nga đã vượt qua mức sản xuất ngũ cốc của nước Nga Xô Viết và trong năm đó trở thành nước xuất khẩu lúa mì lớn nhất thế giới. Trong những năm gần đây, Nga lại nổi lên như một cường quốc nông nghiệp mặc dù nền nông nghiệp của Nga cũng phải đối mặt với nhiều khó khăn, thách thức.

## Tổng quan

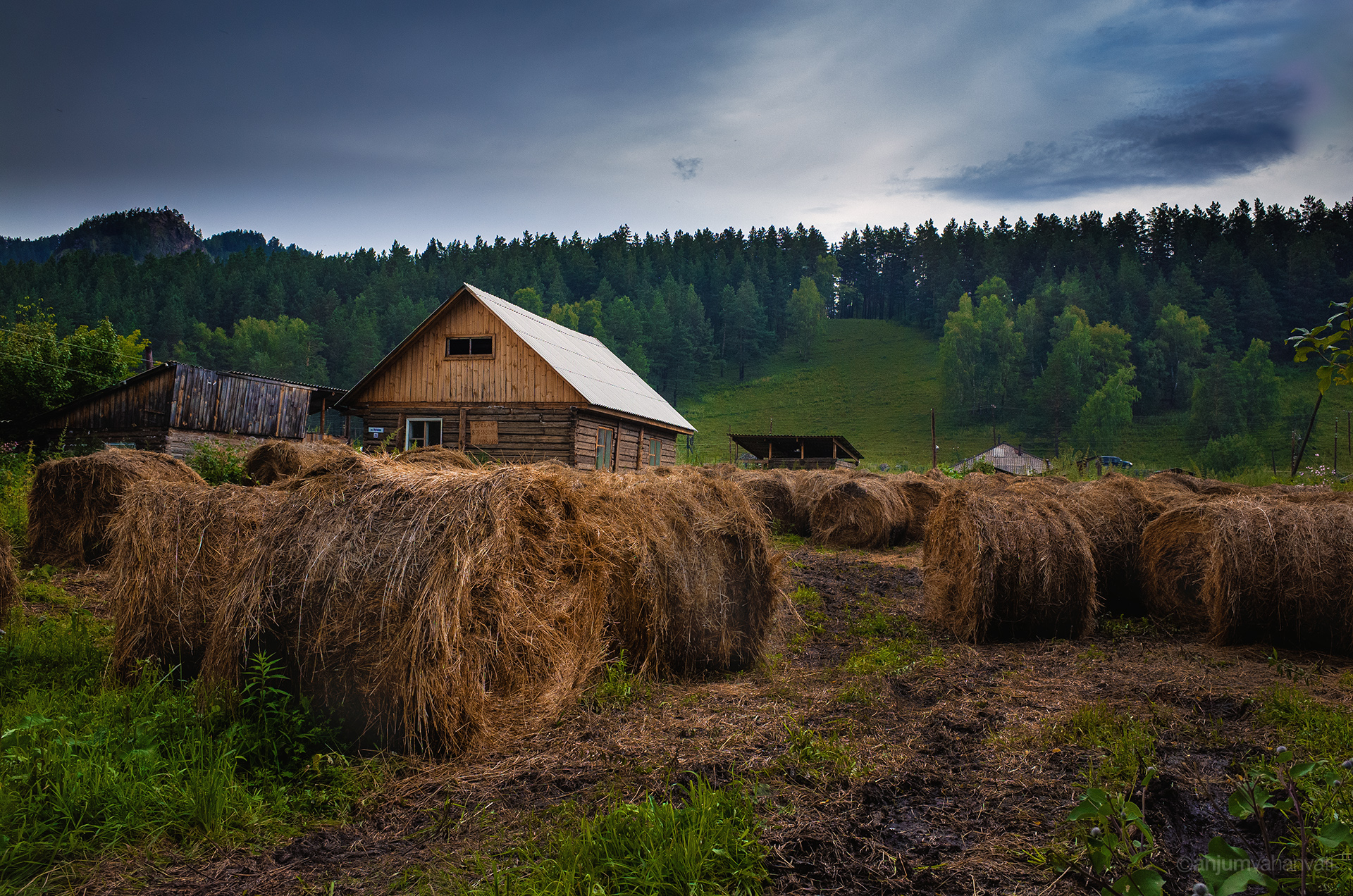
Những bó rơm ở Chemal, Altai

Nước Nga trải qua nhiệt độ khắc nghiệt vào mùa đông và mùa hè, và mùa hè lượng mưa thấp. Nhiều vùng của Nga trải qua sáu tháng tuyết phủ mỗi năm và ở những nơi này lớp đất dưới thường có thể đóng băng vĩnh viễn. Các khu vực màu mỡ nhất nằm ở phần phía nam của đất nước giữa Kazakhstan và Ukraina trong tiếng Nga được gọi là Chernozem ("đất đen"). Chỉ hơn 7% tổng diện tích đất của quốc gia là có thể canh tác, với 60% trong số đó được sử dụng cho đất trồng trọt và phần còn lại dành cho chăn thả trên đồng cỏ. Tổng diện tích đất canh tác của Nga ước tính là 1.237.294 km vuông (477.722 sq mi), lớn thứ tư trên thế giới. Trải dài từ biển Baltic đến Thái Bình Dương, Nga là quốc gia có diện tích rừng lớn nhất thế giới, chiếm 1/5 diện tích rừng của thế giới. Tuy nhiên, theo một nghiên cứu năm 2012 bởi Tổ chức Lương thực và Nông nghiệp của Liên hợp quốc và Chính phủ Liên bang Nga, tiềm năng to lớn này vẫn chưa được khai thác đúng mức.
Các phân tích địa chính trị về thích ứng với biến đổi khí hậu dự đoán những cơ hội lớn cho nông nghiệp Nga trong suốt phần còn lại của thế kỷ 21 khi năng suất canh tác của Siberia tăng lên do quá trình ấm lên toàn cầu khiến băng tuyết tan, để lộ ra những mảnh đất có thể khai thác. Nông nghiệp ở Siberia đã bắt đầu từ nhiều thiên niên kỷ trước bởi những người dân bản địa trong khu vực. Trong khi những người Siberia bản địa này không có nhiều thứ hơn là "gậy đào" được gọi là Mattocks thay vì máy cày, nông nghiệp Siberia sẽ phát triển qua nhiều thế kỷ cho đến khi hàng triệu nông dân Nga định cư ở đó, gặt hái những nguồn thu đáng kể từ vùng đất rộng lớn trải dài từ Ural này Dãy núi đến Thái Bình Dương. Quản lý các luồng di cư trong nước và quốc tế (người Trung Quốc), được cho là khía cạnh trọng tâm của quá trình quản lý nông nghiệp. 

## Sản lượng

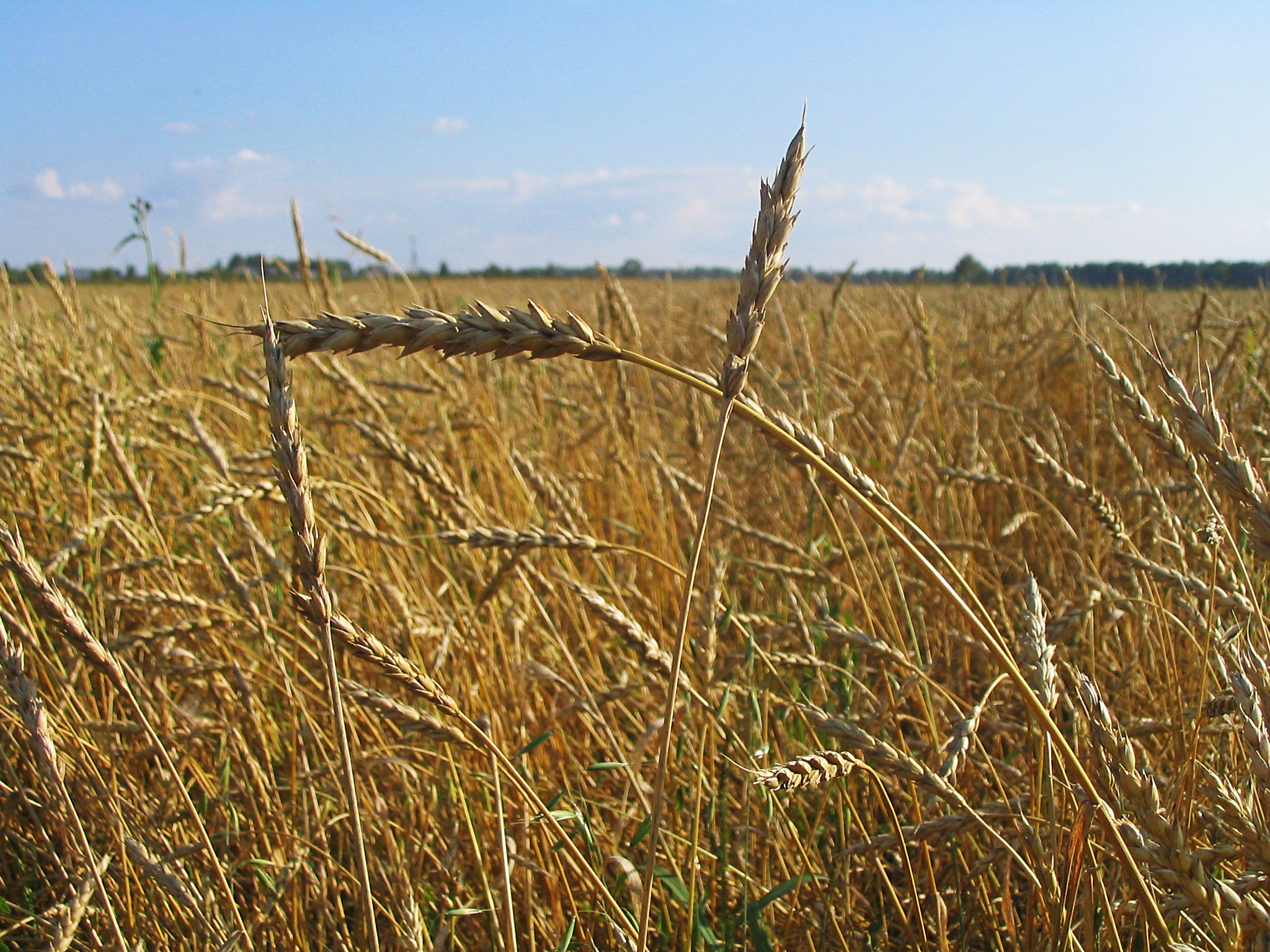
Ngũ cốc đương chín ở Nga

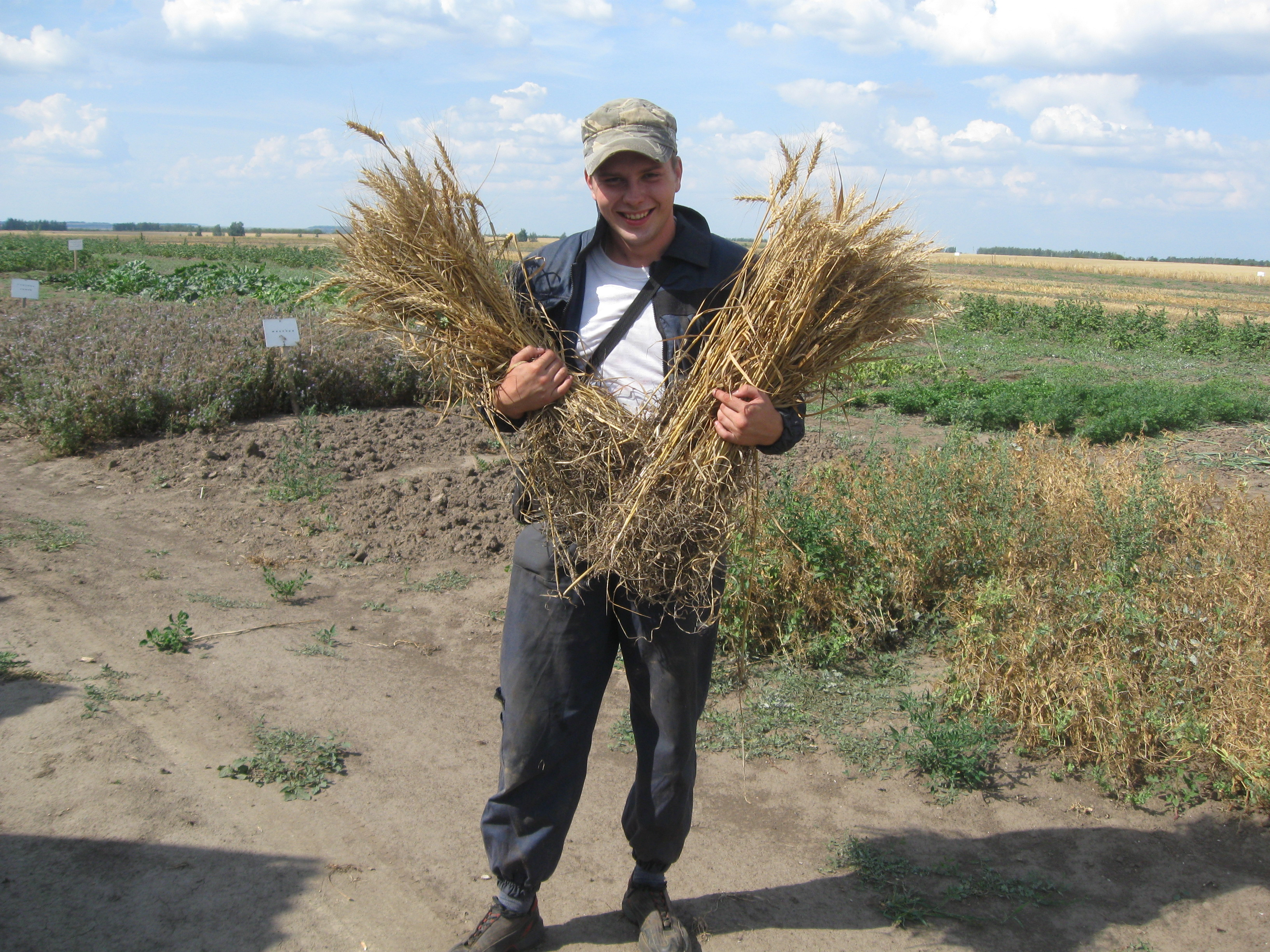
Một thanh niên đang thu hoạch lúa mì

Sau khi Liên Xô tan rã vào năm 1991, các trang trại tập thể và nông trang của nhà nước vốn là xương sống của nền nông nghiệp Liên Xô đã phải đối mặt với việc đột ngột mất đi các kênh tiếp thị và cung ứng do nhà nước bảo đảm, cũng như môi trường pháp lý thay đổi đã tạo ra áp lực buộc phải tổ chức lại và tái cơ cấu. Trong vòng chưa đầy mười năm, hàng tồn kho là vật nuôi giảm một nửa, kéo theo nhu cầu về ngũ cốc làm thức ăn chăn nuôi giảm và diện tích trồng ngũ cốc giảm 25%. Việc sử dụng phân khoáng và các đầu vào được mua khác giảm mạnh, khiến sản lượng trồng trọt sụt giảm. Hầu hết các trang trại không còn khả năng mua máy móc mới và các khoản đầu tư vốn khác từ đó đưa đến hệ lụy của một nền nông nghhiệp bên bờ vực phá sản và nguy cơ diễn ra nạn đói.
Từ năm 1999 đến năm 2009, nông nghiệp của Nga tăng trưởng đều đặn, và đất nước chuyển từ một nước phải nhập khẩu ngũ cốc trở thành nước xuất khẩu ngũ cốc lớn thứ ba thế giới sau EU và Hoa Kỳ. Sản lượng thịt đã tăng từ 6,813.000 tấn năm 1999 lên 9.331.000 tấn trong năm 2008 và vẫn tiếp tục tăng. Trong khi các trang trại lớn tập trung chủ yếu vào sản xuất ngũ cốc và các sản phẩm chăn nuôi như sữa hay trứng, các hộ gia đình tư nhân nhỏ lẻ đã sản xuất hầu hết lượng khoai tây, rau và trái cây của cả nước Nga. Nga hiện là nước sản xuất lúa mạch, kiều mạch và yến mạch đứng đầu thế giới cũng như là một trong những nhà sản xuất và xuất khẩu lúa mạch đen, hạt hướng dương và lúa mì lớn nhất thế giới.
Một thống kê về ngành công nghiệp chế biến thực phẩm cho biết khối lượng sản xuất trong sản xuất thực phẩm và thuốc lá đạt 3,12 nghìn tỷ rúp (năm 2010), bao gồm gản xuất lương thực chiếm 2,952 nghìn tỷ rúp và sản xuất các sản phẩm thuốc lá chiếm 164 tỷ rúp. Năm 2008, Nga sản xuất 2,9 triệu tấn thịt, hơn 2,5 triệu tấn xúc xích, hơn 3,7 triệu tấn sản lượng cá thực phẩm, hơn 2,5 triệu tấn dầu thực vật, hơn 120 tấn chè và 413 triệu dal nước khoáng. Mức lương trung bình hàng tháng trong sản lượng thực phẩm và thuốc lá là 16982 rúp/tháng (tháng 3 năm 2010). Năm 2008, Nga sản xuất được 50 triệu dal rượu nho. Năm 2009, Nga đã xuất khẩu sản phẩm rượu Vodka với số tiền 121 triệu đô la.
Trong năm 2004, các trang trại nông dân chiếm 14,4% tổng sản lượng ngũ cốc của Nga (tăng từ 6,2% năm 1997), khoảng 21,8% hạt hướng dương (tăng từ 10,8% năm năm trước đó) và 10,1% củ cải đường (3,5% năm 1997). Các trang trại của công ty sản xuất phần còn lại của các loại cây trồng này, hầu như không có bất kỳ sự đóng góp nào từ các mảnh đất hộ gia đình nhỏ. Tuy nhiên, các mảnh đất hộ gia đình, với diện tích tối đa là 2 ha (4,9 mẫu Anh), sản xuất 93% khoai tây và 80% lượng rau của cả nước dành cho tiêu dùng gia đình hoặc để bán ở thị trường địa phương. Họ cũng sản xuất 51% sữa và 54% thịt vào năm 2003, phần còn lại chủ yếu đến từ các trang trại của công ty (đóng góp của các trang trại nông dân vào sản xuất chăn nuôi là không đáng kể). Khi lô đất hộ gia đình giành được nhiều đất hơn trong quá trình cải cách, tỷ trọng của họ trong sản xuất nông nghiệp của Nga tăng từ 26% tổng giá trị năm 1990 lên 53% năm 2005.
Xuất khẩu ngũ cốc của Nga là hoạt động ngoại thương để bán ngũ cốc, chủ yếu là hạt lúa mì sang các nước khác, một mặt hàng truyền thống mang lại thu nhập xuất khẩu cho Nga trong nhiều thế kỷ, mang lại cho Liên bang Nga trong thế kỷ 21 vị trí dẫn đầu trong số các nhà cung cấp ngũ cốc chính cho thị trường thế giới cùng với EU (hạng 2 2019/20), Mỹ (hạng 3), Canada (hạng 4), Ukraine (hạng 5). Xuất khẩu ngũ cốc của Nga trong một thời gian dài không chỉ có ý nghĩa kinh tế mà còn có tầm quan trọng chính trị đối nội và đối ngoại quan trọng đối với nước Nga. Nó đã trở thành chủ đề thảo luận công khai và suy đoán chính trị trong các giai đoạn lịch sử khác nhau của đất nước. Vì lúa mì là một trong những mặt hàng xuất khẩu chính của Nga trong một thời gian dài, nên số tiền thu được từ việc bán lúa mì thường được sử dụng để tài trợ chéo cho các lĩnh vực khác của nền kinh tế, chủ yếu là công nghiệp. Đồng thời, năng suất trung bình ngũ cốc trong vùng canh tác rủi ro (80% lãnh thổ Nga) nhưng vẫn được xem là còn thấp.

## Nguy cơ

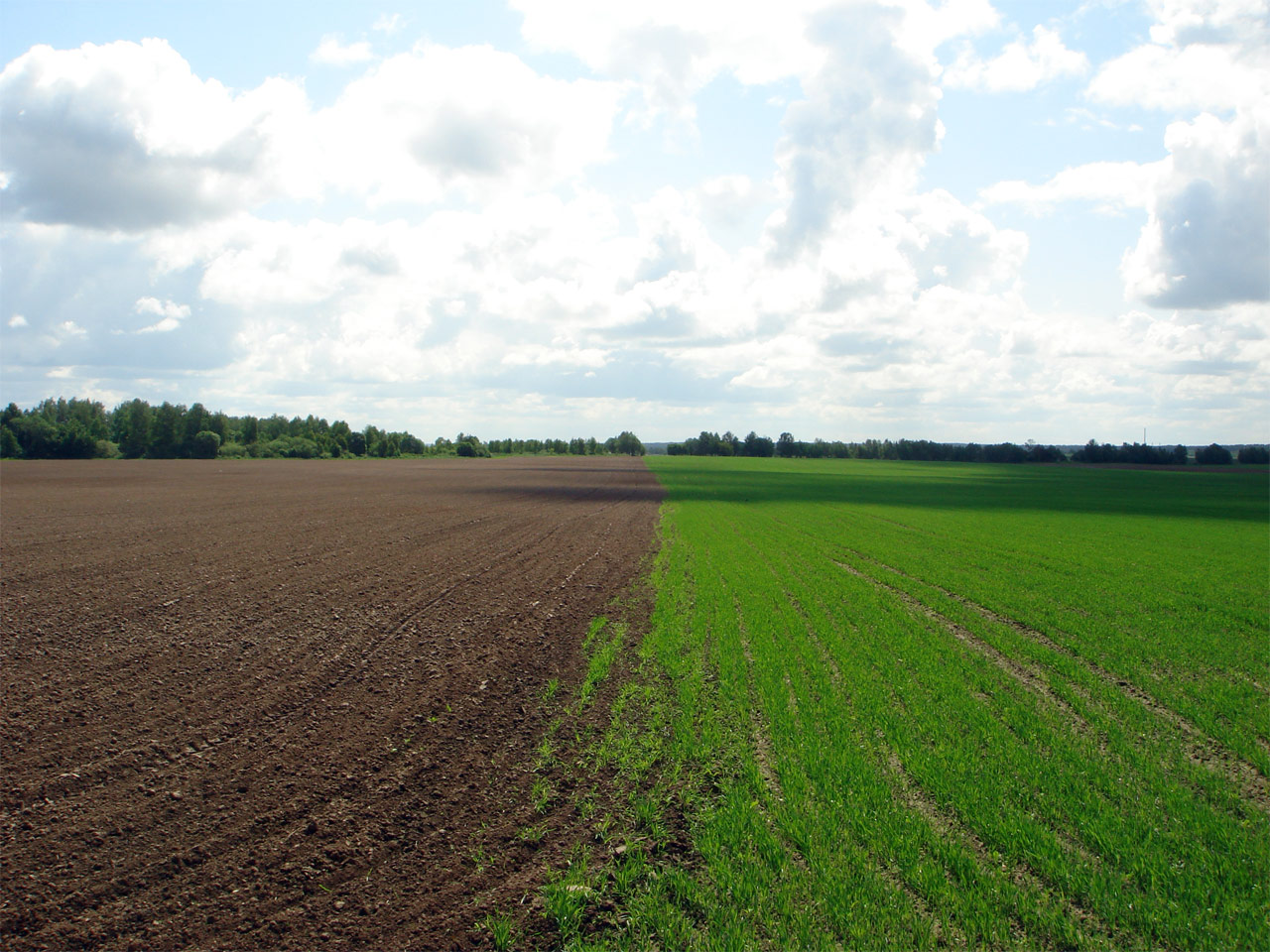
Cày cấy trên cánh đồng ở Krutaya

Nguy cơ đang hiện hữu khi Trung Quốc đang lăm le chiếm lấy vùng Siberia thưa dân nhưng giàu tài nguyên của Nga tại vùng biên giới, nơi 6 triệu người Nga phải đối mặt với khoảng 90 triệu người Trung Quốc. Việc mở rộng sang Siberia không chỉ cung cấp cho quốc gia đông dân như Trung Quốc thêm đất đai sinh sống, mà phần đất thuộc Siberia hiện đang cung cấp cho Trung Quốc nhiều tài nguyên khoáng sản, như dầu mỏ, khí đốt và gỗ, vùng này đã thực sự trở thành một phần trong nền kinh tế Trung Quốc. Làn sóng đổ bộ của người Trung Quốc vào khu vực Siberia để khai thác gỗ đã dẫn đến những tác động tiêu cực và phản ứng của người dân Nga.
Nga hiện nay đã trở thành nước dẫn đầu thế giới về tình trạng phá rừng. Hàng loạt nhà máy gỗ của Trung Quốc mọc lên ở Nga mang tới việc làm và thu nhập nhưng đi kèm là nỗi lo tài nguyên rừng bị khai thác quá đà. Dù khai thác ồ ạt tại Nga, tất cả những dây chuyền sản xuất gỗ thành phẩm đều được thực hiện ở Trung Quốc, nơi đang hạn chế chặt chẽ việc khai thác gỗ nhằm bảo tồn rừng. Vấn nạn phá rừng đã tồn tại từ nhiều năm nay và ngày càng khó kiểm soát. Từ năm 2000 đến nay, tổng diện tích rừng bị phá là 40 triệu ha, nhưng chỉ có một nửa diện tích được trồng lại. Rừng bị tàn phá mạnh tại các vùng Viễn Đông, phía Tây Bắc và Siberia. Nạn phá rừng không chỉ gây thiệt hại về kinh tế, mà còn ảnh hưởng lớn đến môi trường và tàn phá các hệ sinh thái, làm tăng khí thải gây hiệu ứng nhà kính. Ngoài ra, diện tích rừng bị suy giảm do các nguyên nhân khác như cháy rừng, phát triển công nghiệp và khai thác khoáng sản cùng với việc mở rộng diện tích đất nông nghiệp, xây dựng nhà ở và giao thông..

## Chú thích

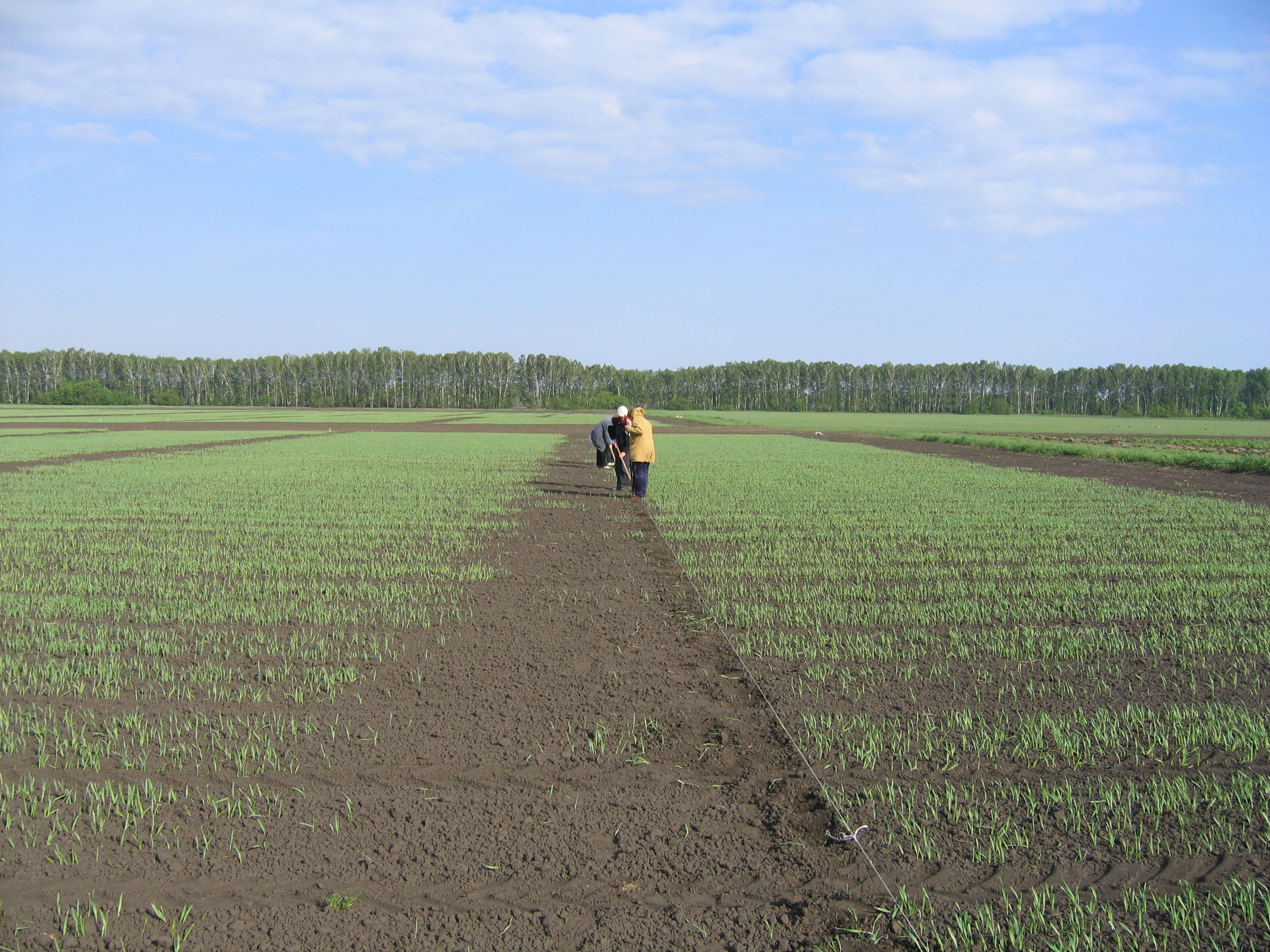
Canh tác ở cánh đồng

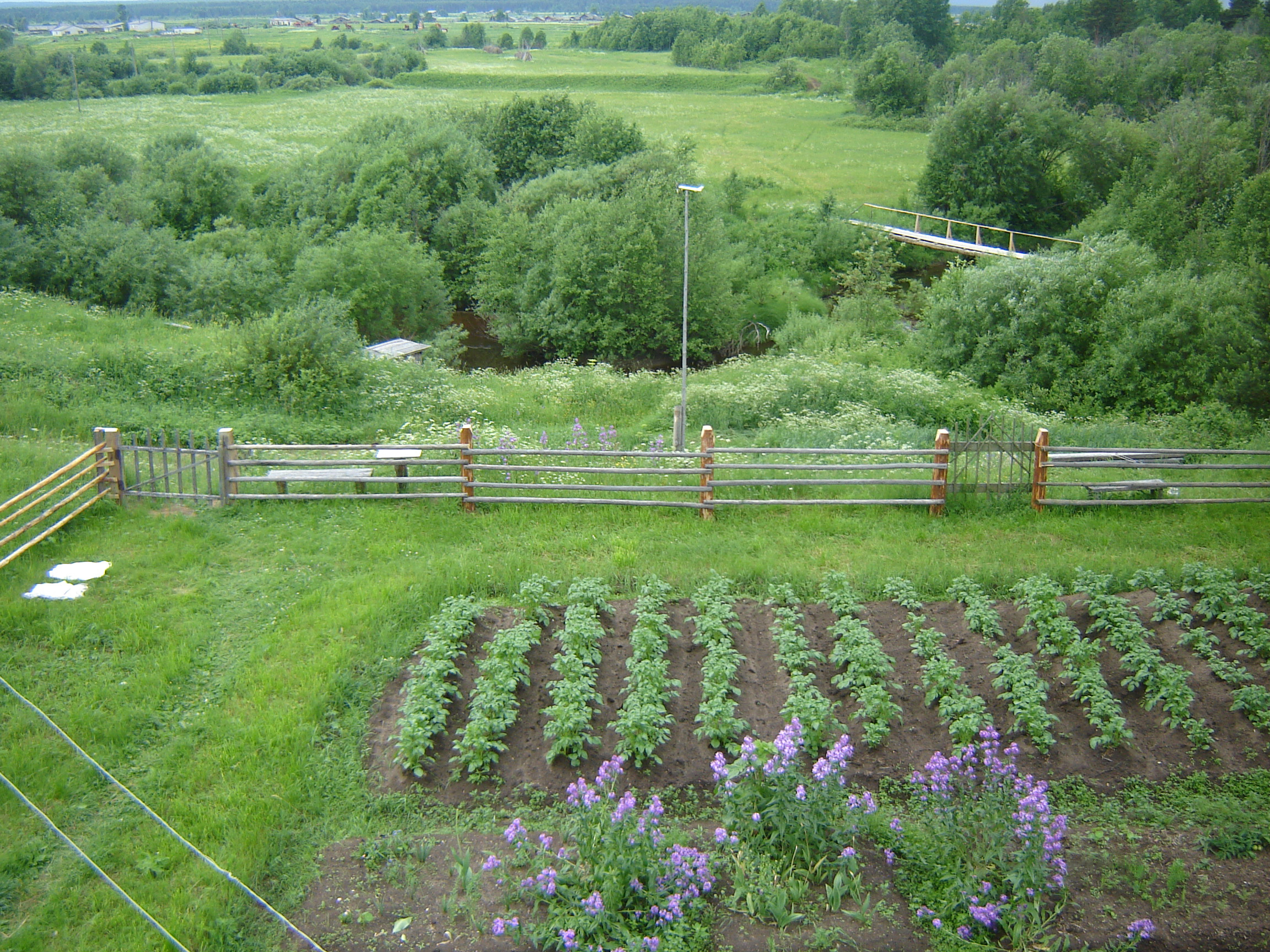
Trồng khoai tây ở Arkhangelsk Oblast

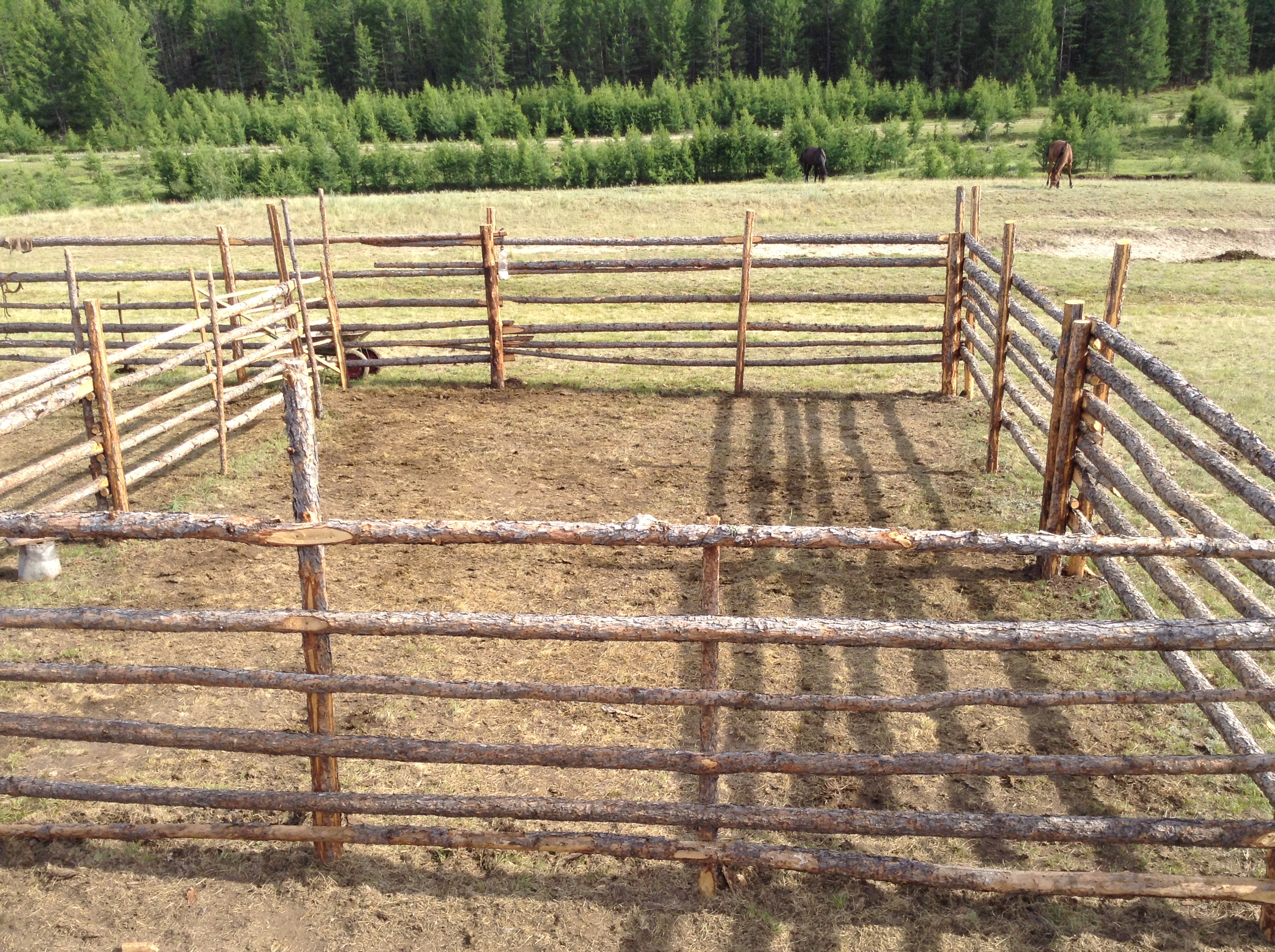
Một kiểu chuồng trại chăn nuôi ở Nga

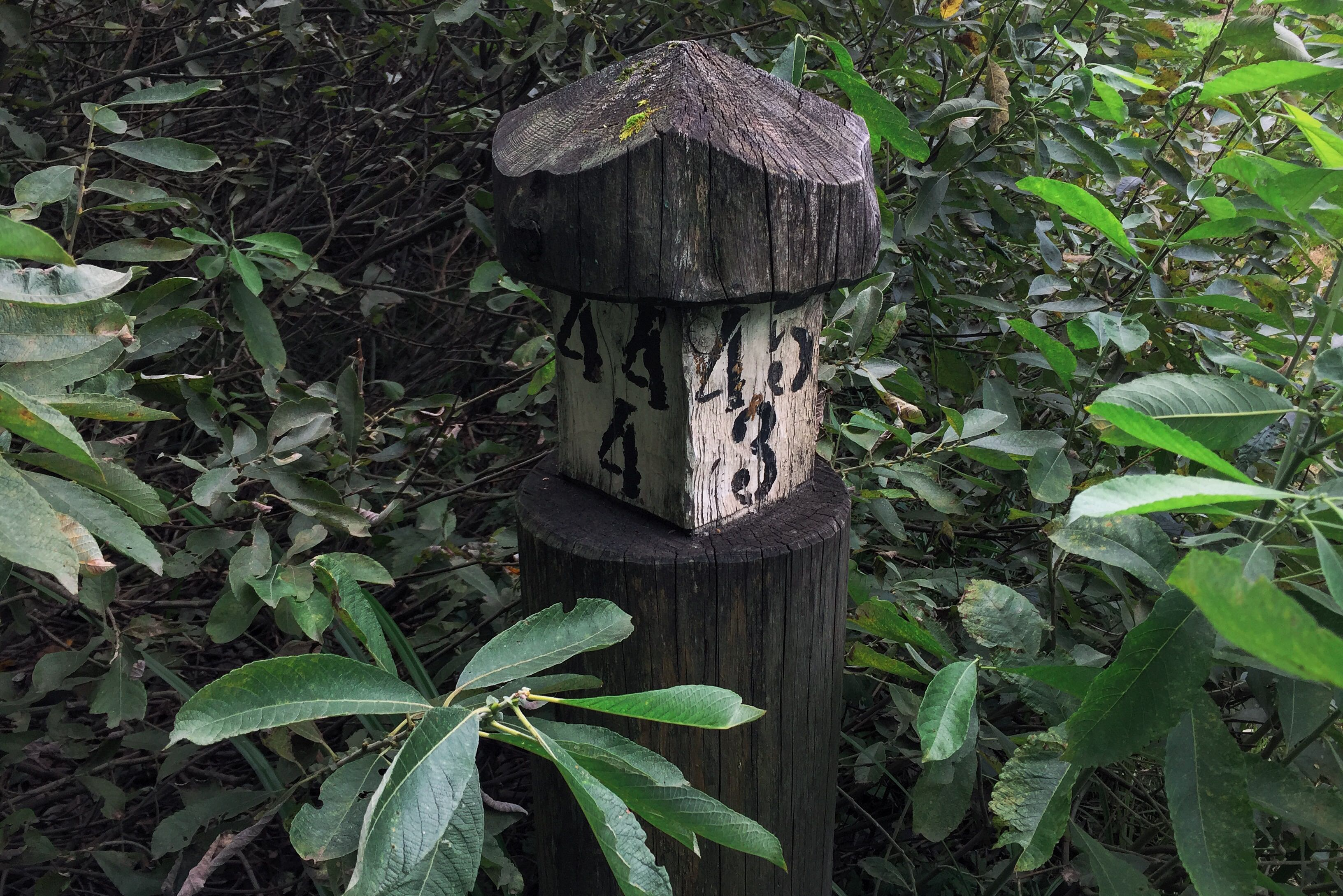
Khai thác gỗ ở Nga